# Sadıq Rəhimov
Sadıq Hacıyarəli oğlu Rəhimov (ros. Садых Гаджи Ярали оглы Рагимов, ur. 27 września 1914 w miejscowości Balachani w guberni bakijskiej, zm. 11 czerwca 1975 w Baku) – radziecki działacz państwowy i partyjny narodowości azerskiej, premier Azerbejdżańskiej SRR (1954–1958).

## Życiorys
W 1932 ukończył bakijskie technikum naftowe, w latach 1932–1937 studiował na Wydziale Budowy Maszyn Azerbejdżańskiego Instytutu Industrialnego, jednocześnie 1932-1936 pracował jako technik mechanik w fabryce maszyn im. Kirowa w Baku i w fabryce obuwia w Baku. Od 1937 do listopada 1939 zastępca głównego mechanika, główny mechanik i dyrektor bakijskiej fabryki obuwia, od 1939 członek WKP(b), w latach 1939–1941 słuchacz Wyższej Szkoły Partyjnej przy KC WKP(b), 1942–1946 zastępca ludowego komisarza/ministra przemysłu tekstylnego Azerbejdżańskiej SRR. 1946-1949 minister przemysłu tekstylnego Azerbejdżańskiej SRR, 1949-1952 minister przemysłu lekkiego Azerbejdżańskiej SRR, od 16 marca 1949 członek KC Komunistycznej Partii (bolszewików) Azerbejdżanu/Komunistycznej Partii Azerbejdżanu, od maja 1952 do kwietnia 1953 przewodniczący Komitetu Wykonawczego Rady Obwodowej w Gandży. Od kwietnia do października 1953 minister gospodarki komunalnej i budownictwa mieszkaniowo-komunalnego Azerbejdżańskiej SRR, od października 1953 do lutego 1954 minister przemysłu towarów szerokiej konsumpcji Azerbejdżańskiej SRR, od marca 1954 do lipca 1958 przewodniczący Rady Ministrów Azerbejdżańskiej SRR, jednocześnie od 1954 członek Biura KC KPA. Od 25 lutego 1956 do 17 października 1961 członek KC KPZR, w latach 1958–1961 przewodniczący Państwowego Komitetu Rady Ministrów Azerbejdżańskiej SRR ds. Nadzoru nad Bezpiecznym Prowadzeniem Prac Przemysłowych i Nadzoru Górniczego, 1961–1965 szef Gławbakstroja, następnie do końca życia minister przemysłu lekkiego Azerbejdżańskiej SRR. Odznaczony Orderem Czerwonego Sztandaru i Orderem „Znak Honoru”.